# Мери, кралица-консорт на Обединеното кралство
Мери Тек (на английски: Mary of Teck), родена Виктория Мария Августа Луиза Олга Павлина Клодина Агнес Тек (на английски: Her Serene Highness Princess Victoria Mary Augusta Louise Olga Pauline Claudine Agnes of Teck; * 26 май 1867, дворец Кенсингтън, Лондон; † 24 март 1953, Марлборо Хаус, Лондон) е кралица на Обединеното кралство и британските доминиони и императрица на Индия от 6 май 1910 г. до 20 януари 1936 г. като съпруга на крал-император Джордж V.
Родена и израснала в Лондон, тя е дъщеря на херцог Франц фон Тек, немски благородник, и принцеса  Мери Аделаида Кеймбриджка, внучка на крал Джордж III. Тя е неофициално известна като „Мей“ по месеца на нейното раждане. На 24-годишна възраст е сгодена за сина на втория си братовчед принц Албърт Виктор, херцог на Кларънс и Ейвъндейл, най-големият син на принца на Уелс Едуард и втори по ред за трона. Шест седмици след обявяването на годежа той умира неочаквано по време на грипна пандемия. На следващата година се сгодява за единствения му оцелял брат Джордж, който впоследствие става крал. Преди възкачването на съпруга си тя е последователно херцогиня на Йорк, херцогиня на Корнуол и принцеса на Уелс.
Като кралица-консорт от 1910 г. Мери подкрепя съпруга си през Първата световна война, грижи се за лошото му здраве, и плава в големите политически промени, произтичащи от последиците от войната. След смъртта на Джордж през 1936 г. тя става кралица майка, когато най-големият й син Едуард VIII се възкачва на трона. Той обаче абдикира по-късно същата година, за да се ожени за два пъти разведената американска светска личност Уолис Симпсън. Тя подкрепя втория си син Джордж VI до смъртта му през 1952 г. Мери умира на следващата година, десет седмици преди внучката й Елизабет II да бъде коронясана. В нейна чест са кръстени океански кораб, боен крайцер и университет.

## Ранен живот
Принцеса Виктория Мери Тек е родена на 26 май 1867 г. в двореца Кенсингтън, Лондон, в стаята, където е родена и кралица Виктория, дете на нейна първа братовчедка. Кралица Виктория идва да види бебето, като пише, че е „много хубаво, с красиви малки черти и много коса“.
Бащата на принцесата е херцог Франц фон Тек, син на херцог Александър фон Вюртемберг от морганатичната му съпруга графиня Клаудина Редеи фон Киш-Реде. Майка й е принцеса Мария Аделаида Кеймбриджка, внучка на крал Джордж III и трето дете и най-малка дъщеря на принц Адолф, херцог на Кеймбридж, и на принцеса Августа фон Хесен-Касел. Бебето е кръстено в кралския параклис на двореца Кенсингтън на 27 юли 1867 г. от Чарлз Томас Лонгли, архиепископ на Кентърбъри. Тримата й кръстници са кралица Виктория, принцът на Уелс (бъдещ крал Едуард VII и неин свекър), и нейната баба по майчина линия, принцеса Августа, херцогиня на Кеймбридж.
От ранна възраст е известна в семейството, приятелите и обществеността с умалителното име „Мей“ по месеца на нейното раждане.
Възпитанието й е „весело, но доста строго“. Тя е най-голямото от четири деца и единствената дъщеря. Тя „се научи да упражнява присъщата си дискретност, твърдост и такт“, като разрешава дребните детски кавги на тримата си по-малки братя. Играе с братовчедите си, децата на принца на Уелс, които са на еднаква възраст. Израства в двореца Кенсингтън и в Уайт Лодж в Ричмънд Парк, който е предоставен от кралица Виктория на постоянен заем. Обучава се у дома от майка си и гувернантката (както и братята й, докато не бъдат изпратени в интернати). Майка й прекарва необичайно дълго време с децата си за дама от нейното време и класа и привлича Мери в различни благотворителни инициативи, които включват посещение на жилищата на бедните.
Въпреки че Мери е правнучка на Джордж III, тя е само второстепенен член на британското кралско семейство. Баща й, херцогът на Тек, няма наследство или богатство и носи по-нисшето кралско обръщение „Светлейше височество“, защото бракът на родителите му е морганатичен. Херцогинята на Тек получава парламентарна рента от 5000 британски лири и около 4000 британски лири годишно от майка си, херцогинята на Кеймбридж, но дарява щедро на десетки благотворителни организации. Принц Франц е дълбоко задлъжнял и премества семейството си в чужбина с малък персонал през 1883 г., за да икономиса. Те пътуват из цяла Европа, посещавайки различни роднини. За известно време остават във Флоренция, където Мей обича да посещава художествени галерии, църкви и музеи. Тя говори свободно английски, немски и френски.
През 1885 г. семейството се завръща в Лондон и известно време живее на Честър Скуеър. Мери е близка с майка си и действа като неофициална секретарка, помагайки за организирането на партита и социални събития. Освен това е близка с леля си Августа, велика херцогиня на Мекленбург-Щрелиц, и й пише всяка седмица. По време на Първата световна война принцесата на Швеция Маргарет помага за предаването на писма от Мери до Августа, която живее на вражеска територия в Германия до смъртта си през 1916 г.

## Годежи
През 1886 г. Мери е дебютантка във висшето общество в първия си сезон и е представена в двора. Нейният статут на единствената неомъжена британска принцеса, която не е потомък на кралица Виктория, я прави подходяща кандидатка за най-подходящия ерген на кралското семейство, принц Албърт Виктор, херцог на Кларънс и Ейвъндейл, най-голям син на нейния втори братовчед принца на Уелс. На 3 декември 1891 г. в Лутън Ху, тогавашната селска резиденция на датския посланик Кристиан Фредерик де Фалбе, Албърт Виктор предлага брак на Мери и тя приема. Изборът на Мери за булка на херцога се дължи много на привързаността на кралица Виктория към нея, както и на нейния силен характер и чувство за дълг. Албърт  Виктор обаче умира шест седмици по-късно, при повторение на световната грипна пандемия от 1889-90 г.
Братът на Албърт Виктор, принц Джордж, херцог на Йорк, сега втори по ред за трона, очевидно се сближава с Мери по време на техния общ траур и кралица Виктория все още я смята за подходяща кандидатка за съпруга на бъдещ крал. Обществеността също е разтревожена, че херцогът на Йорк трябва да се ожени и да уреди унаследяването. През май 1893 г. Джордж предлага брак и Мери приема. Скоро те са силно влюбени и бракът им е успешен. Джордж пише на Мери всеки ден, когато са разделени и за разлика от баща си никога не си взема любовница.

## Херцогиня на Йорк
Мери се омъжва за принц Джордж, херцог на Йорк, в Лондон на 6 юли 1893 г. в Кралския параклис на двореца Сейнт Джеймс. Двойката живее в Йорк Котидж в имението Сандрингам в Норфолк и в апартаменти в двореца Сейнт Джеймс. Йорк Котидж е скромна къща за кралски особи, но е любима на Джордж, който харесва сравнително простия живот.
Имат шест деца: Едуард, Албърт, Мери, Хенри, Джордж и Джон. Те са дадени на грижите на бавачка, както е обичайно в семействата от висшата класа по онова време. Първата бавачка е уволнена за наглост, а втората за малтретиране на децата. Последната е заменена от нейната ефективна и много обичана помощничка Шарлот Джейн „Лала“ Бил. Понякога Мери и Джордж изглеждат като неангажирани родители. Отначало те не успяват да забележат малтретирането от страна на бавачката на синовете им Едуард и Албърт, а най-малкият им син Джон е настанен в частна ферма в имението Сандрингам под грижите на Шарлот Бил, вероятно за да се скрие епилепсията му от обществеността. Въпреки суровия публичен имидж на Мери и ограничения й личен живот тя е грижовна майка и утешава децата си, когато страдат от строгата дисциплина на съпруга й.
Херцогът и херцогинята на Йорк изпълняват различни обществени задължения. През 1897 г. Мери става патрон на Лондонската гилдия по ръкоделие, наследявайки майка си. Гилдията, първоначално създадена като Лондонска гилдия през 1882 г., е преименувана няколко пъти и е кръстена на Мери между 1914 и 2010 г. Мострите от собствената й бродерия варират от седалки на столове до подложки за чаши за чай.
На 22 януари 1901 г. кралица Виктория умира и свекърът на Мери се възкачва на трона като Едуард VII. През по-голямата част от останалата част от годината Джордж и Мери са известни като „херцогът и херцогинята на Корнуол и Йорк“. В продължение на осем месеца те обикалят Британската империя, като посещават Гибралтар, Малта, Египет, Цейлон, Сингапур, Австралия, Нова Зеландия, Мавриций, Южна Африка и Канада. Нито една кралска особа не е предприемала толкова амбициозна обиколка досега. Тя се разплаква при мисълта да остави децата си, които трябва да бъдат оставени на грижите на баба и дядо, за толкова дълго време.

## Принцеса на Уелс
На 9 ноември 1901 г., девет дни след пристигането си във Великобритания и на 60-ия рожден ден на краля, Джордж е обявен за принц на Уелс. Семейството премества лондонската си резиденция от двореца Сейнт Джеймс в Марлборо Хаус. Като принцеса на Уелс Мери придружава съпруга си при пътувания до Австро-Унгария и Вюртемберг през 1904 г. На следващата година тя ражда последното им дете Джон. Раждането е тежко и въпреки че тя се възстановява бързо, новороденият й син получава респираторни проблеми.
От октомври 1905 г. принцът и принцесата на Уелс предприемат още едно 8-месечна обиколка, този път в Индия, и децата отново са оставени на грижите на своите баби и дядовци. Минават през Египет в двете посоки и на връщане спират в Гърция. Обиколката е почти веднага последвана от пътуване до Испания за сватбата на крал Алфонсо XIII с Виктория Евгения фон Батенберг, на която булката и младоженецът избягват на косъм убийство. Само седмица след завръщането си във Великобритания Мери и Джордж отиват в Норвегия за коронацията на девера и сестрата на Джордж, крал Хокон VII и кралица Мод.

## Кралица и императрица-консорт
На 6 май 1910 г. крал Едуард VII умира. Съпругът на Мери се възкачва на трона и тя става кралица-консорт. Когато съпругът й я моли да се откаже от едно от двете си официални имена, Виктория Мери, тя избира да се казва Мери, предпочитайки да не бъде известна със същото обръщение като бабата на съпруга си, кралица Виктория. Тя е първата британска кралица, родена във Великобритания след Катрин Пар. Мери е коронясана заедно със съпруга си на коронацията на 22 юни 1911 г. в Уестминстърското абатство в Лондон. По-късно през годината кралят и кралицата пътуват до Индия за Дърбар в Делхи (масова асамблея), проведен на 12 декември 1911 г., и обикалят субконтинента като император и императрица на Индия, завръщайки се във Великобритания през февруари.
Началото на периода на Мери като съпруг я води до конфликт със свекърва й, кралица Александра. Въпреки че двете са в приятелски отношения, Александра е инатлива; тя поисква предимство пред Мери на погребението на Едуард VII, бавно напуска Бъкингамския дворец и запазва някои от кралските бижута, които трябва да бъдат предадени на новата кралица.
По време на Първата световна война кралица Мери въвежда строги икономии в двореца, където разпределя храната и посещава ранени и умиращи военнослужещи в болница, което й причинява голямо емоционално напрежение. След три години война срещу Германия и с антигермански настроения във Великобритания, на руското императорско семейство, което е свалено от власт от революционно правителство, е отказано убежище. Новината за абдикацията на царя дава тласък на онези във Великобритания, които искат да заменят собствената си монархия с република. Войната завършва през 1918 г. с поражението на Германия и абдикацията и изгнанието на кайзер Вилхелм II.
Два месеца след края на войната синът й принц Джон умира на тринадесет години. Кралица Мери описва шока и скръбта си в своя дневник и в писма, откъси от които са публикувани след смъртта й: „Нашият беден скъп малък Джони почина внезапно ... Първата раздяла в семейния кръг е трудна за понасяне, но хората бяха толкова мили и съпричастни и това ни помогна [на краля и на мен] много.“
Непоколебимата подкрепа на кралицата за нейния съпруг продължава през по-късната половина от неговото управление. Тя го съветва за речи и използва обширните си познания по история и кралски особи, за да го съветва по въпроси, засягащи позицията му. Той оценява нейната дискретност, интелигентност и преценка. Тя поддържа излъчване на самоуверено спокойствие по време на всичките си публични ангажименти в годините след войната – период, белязан от граждански вълнения заради социалните условия, ирландската независимост и индийския национализъм.
В края на 20-те години век Джордж V започва да се разболява все по-често от белодробни проблеми, влошени от тежкото му тютюнопушене. Кралица Мери обръща особено внимание на грижите му. През 1935 г. двамата отпразнуват своя сребърен юбилей, като тържества се състоят в цялата Британска империя. В юбилейната си реч Джордж отдава публична почит на съпругата си, като казва на автора на речта си: „Поставете този абзац в самия край. Не мога да се доверя на себе си да говоря за кралицата, когато мисля за всичко, което й дължа.“

## Кралица-майка
Джордж V умира на 20 януари 1936 г. Най-големият син на кралица Мери се възкачва на трона като Едуард VIII. Тогава тя трябва е известна като Нейно Величество кралица Мери.
В рамките на годината намерението на Едуард да се ожени за своята два пъти разведената му американска любовница Уолис Симпсън води до абдикацията му. Мери не одобрява развода, тъй като е в противоречие с учението на Англиканската църква и смята, че Симпсън е напълно неподходяща да бъде съпруга на крал. След като получава съвет от британския министър-председател Стенли Болдуин, както и от правителствата на Доминиона, че не може да остане крал и да се ожени за Симпсън, Едуард VIII абдикира. Макар и лоялна и подкрепяща сина си, Мери не може да разбере защо той би пренебрегнал кралските си задължения в полза на личните си чувства. Симпсън е представена официално както на крал Джордж V, така и на кралица Мери в двора, но Мери по-късно отказва да се срещне с нея публично или насаме. Тя вижда като свой дълг да предостави морална подкрепа на втория си син, сдържания принц Албърт, херцог на Йорк. Алберт се възкачва на трона след абдикацията на Едуард, приемайки името Джордж VI. Когато Мери присъства на коронацията на Джордж VI, тя става първата британска вдовстваща кралица, която го прави. Абдикацията на Едуард не намалява любовта й към него, но тя никога не се колебае в неодобрението си към действията му.
След царуването си Мери се завръща да живее в основната си лондонска резиденция Марлборо Хаус, където е живяла и като принцеса на Уелс. Тя се интересува от възпитанието на внучките си Елизабет и Маргарет. Води ги на различни екскурзии в Лондон, в художествени галерии и музеи. (родителите на принцесите смятат, че не е необходимо те да бъдат обременявани с взискателен образователен режим.) През май 1939 г. Мери претърпява автомобилна катастрофа: колата й се преобръща, но тя се отървава с леки наранявания и натъртвания.
По време на Втората световна война Джордж VI пожелава майка му да бъде евакуирана от Лондон. Въпреки че не е склонна, тя решава да живее в Бадминтон Хаус, Глостършър, с племенницата си Мери, херцогиня на Бофор, дъщеря на брат й Адолф.
От Бадминтон, в подкрепа на военните усилия, кралица Мери посещава войски и фабрики и ръководи събирането на скрап материали. Известно е, че предлага да закара войници, които забелязва по пътищата. През 1942 г. нейният син Джордж, херцог на Кент, загива при въздушна катастрофа, докато е на активна служба. Мери най-накрая се завръща в Марлборо Хаус през юни 1945 г., след като войната в Европа води до поражението на Нацистка Германия.
Мери колекционира предмети и картини, имащи връзка с кралското семейство. Тя плаща над пазарната оценка, когато купува бижута от имението на вдовстващата императрица Мария от Русия и плаща почти три пъти повече от оценката, когато купува семейните изумруди Кеймбридж от лейди Килмори, любовница на нейния покоен брат принц Франц. След смъртта му Мери се намесва, за да осигури завещанието му да бъде подпечатано от съда, за да прикрие аферата му с Килмори. Това създава прецедент кралските завещания да се запечатват. През 1924 г. известният архитект сър Едуин Лутиенс създава Куклената къща на кралица Мери за колекцията й от миниатюрни произведения. Понякога Мери е критикувана за агресивното си придобиване на предмети на изкуството за Кралската колекция. В няколко случая тя казва на домакините или други, че се възхищава на нещо, което притежават, с очакването, че ще й го дарят. Обширните познания на Мери и изследванията на Кралската колекция помагат за идентифицирането на артефакти и произведения на изкуството, които са били загубени през годините. Кралското семейство заема много артефакти от предишни поколения. След като идентифицира невърнатите арртефакти чрез стари описи, Мери пише на притежателите с молба да бъдат върнати. Освен че е запалена колекционерка, тя поръчва и много подаръци от бижута, включително пръстени, които подарява на своите придворни дами по случай техните годежи.

## Последни години и смърт
През 1952 г. умира крал Джордж VI, третото от децата на кралица Мери, починало преди нея; най-голямата й внучка, принцеса Елизабет, се възкачва на трона като кралица Елизабет II. Смъртта на трето дете я засяга дълбоко. Мери отбелязва на принцеса Мария Луиза: „Изгубих трима сина чрез смъртта, но никога не съм имала привилегията да бъда там, за да им кажа последно сбогом.“
При присъединяването на Елизабет II има известен спор относно династията, към която ще принадлежат потомците на Елизабет и нейния съпруг Филип. Мери изразява пред министър-председателя Уинстън Чърчил отвращението си към идеята Дом Маунтбатън да наследи Дом Уиндзор като кралска династия.
Мери умира в съня на 24 март 1953 г. на 85-годишна възраст, десет седмици преди коронацията на внучката си. Тя е дала да се разбере, че ако умре, коронацията не трябва да се отлага. Нейните тленни останки са изложени в Уестминстър Хол, където голям брой опечалени се събират покрай нейния ковчег. Тя е погребана до съпруга си в нефа на Уиндзорския замък.
Завещанието й е подпечатано в Лондон след нейната смърт. Имуществото й е оценено на £406 407 (или £ 10,8 милиона през 2019 г., коригирани спрямо инфлацията.

## Наследство
Актрисите, които са изобразявали кралица Мери, включват дама Флора Робсън (в Кралска история, 1965), дама Уенди Хилър (на лондонската сцена в Crown Matrimonial, 1972), Гриър Гарсън (в телевизионната продукция на Crown Matrimonial, 1974), Джуди Лоу (в Едуард VII, 1975), дама Пеги Ашкрофт (в Едуард и мисис Симпсън, 1978), Филис Калвърт (в Жената, която обичаше, 1988), Гей Браун (във Всичките хора на краля, 1999), Миранда Ричардсън (в Изгубеният принц, 2003), Маргарет Тайзак (в Уолис и Едуард, 2005), Клер Блум (в Речта на краля, 2010), Джуди Парфит (в НИЕ, 2011), Валери Дейн (в телевизионната версия на Абатство Даунтън, 2013), дама Айлийн Аткинс (в Бърти и Елизабет, 2002 и сезон 1 на Короната, 2016), Джералдин Джеймс (във филмовата версия на Абатство Даунтън, 2019) и Кандида Бенсън (в сезон 5 на Короната, 2022).
Много места и сгради са кръстени в чест на Мери, включително Лондонският университет „Кралица Мери“, Язовир „Кралица Мери“ в Съри, и колежът „Кралица Мери“ в Лахор. На нея са кръстени и океанските лайнери „Куин Мери“ и „Куин Мери 2“.

## Герб
Гербът на кралица Мери е кралският герб на Обединеното кралство с включени нейните семейни гербове – гербовете на дядо й принц Адолф, херцог на Кеймбридж, в 1-ва и 4-та четвъртина, и гербовете на баща й, принц Франц, херцог на Тек, във 2-ра и 3-та четвъртина. Щитът е увенчан от императорската корона и поддържан от коронования лъв на Англия и изправен ба задни крака, както в герба на Вюртемберг.
| Герб на Мери, херцогиня на Йорк | Герб на Мери, принцеса на Уелс | Герб на кралица Мери |

## Брак и потомство
∞ 6 юли 1893 в Кралския параклис в дворец „Сейнт Джеймс“, Лондон, за принц Джордж (3 юни 1865 в Марлборо Хаус, Уестминстър, Мидълсекс – 20 януари 1936 в Сандрингам Хаус, Норфолк), бъдещ крал Джордж V, от когото има пет сина и една дъщеря:
- Едуард VIII (23 юни 1894 – 28 май 1972), крал (1936, абдикирал), ∞ 3 юни 1837 за Уолис Симпсън, от която няма деца
- Джордж VI (14 декември 1895 – 6 февруари 1952), крал (1936 – 1952), ∞ 26 април 1923 за лейди Елизабет Боулз-Лайън, от която има две дъщери
- Мери (25 април 1897 – 28 март 1965), кралска принцеса и графиня на Херууд, ∞ 28 февруари 1922 за Хенри Ласел, 6-и граф на Херууд, от когото има двама сина
- принц Хенри (31 март 1900 – 10 юни 1974), херцог на Глостър, ∞ 6 ноември 1935 за лейди Алис Монтагю Дъглас Скот, от която има двама сина
- принц Джордж (20 декември 1902 – 25 август 1942), херцог на Кент, ∞ 29 ноември 1934 за принцеса Марина Гръцка и Датска, от която има двама сина и една дъщеря
- принц Джон (12 юли 1905 – 18 януари 1919)

Мeри Тек е баба на британската кралица Елизабет II и прабаба на крал Чарлз III.

## Обяснителни бележки
1. ↑  Дядото на Мей по майчина линия, принц Адолф, херцог на Кеймбридж, е брат на принц Едуард Август, херцог на Кент и Стратърн, който е баща на кралица Виктория, бабата на Албърт Виктор по бащина линия.
2. ↑  Шофьорът на техния автобус и над дузина зрители са убити от бомба, хвърлена от анархиста Матео Морал
3. ↑  Според обичая коронованите глави не присъстват на коронациите на други крале и кралици (Pope-Hennessy, с. 584)

## Библиографски бележки
1. 1 2 3 4 5 6 7 8 9  "Queen Mary: A Lifetime of Gracious Service", The Times, с. 5, 25 March 1953
2. ↑  "The Ancestry of the Princess May", Bow Bells: A Magazine of General Literature and Art for Family Reading, 23 (288), London: 31, 7 July 1893
3. ↑  The Times (London), Monday, 29 July 1867 с. 12 col. E
4. ↑  Pope-Hennessy, с. 24
5. 1 2  Pope-Hennessy, с. 66
6. ↑  Pope-Hennessy, с. 45
7. ↑  Pope-Hennessy, с. 55
8. ↑  Pope-Hennessy, с. 68, 76, 123
9. ↑  Pope-Hennessy, с. 68
10. ↑  Pope-Hennessy, с. 36–37
11. ↑  Pope-Hennessy, с. 114
12. ↑  Pope-Hennessy, с. 112
13. ↑  Pope-Hennessy, с. 133
14. ↑  Pope-Hennessy, с. 503–505
15. ↑  Pope-Hennessy, с. 201
16. ↑  Edwards, с. 61
17. 1 2 3  Prochaska, Frank (January 2008) [September 2004], "Mary (1867–1953)", Oxford Dictionary of National Biography (online ed.), Oxford University Press
18. ↑  Pope-Hennessy, с. 291
19. ↑  Wheeler-Bennett, с. 16–17
20. ↑  Pope-Hennessy, с. 393
21. ↑  Queen Mother's Clothing Guild official website.
22. ↑  напр. Mary, Queen of England (1943), Chair seat, Metropolitan Museum of Art; Queen Mary (1909), Tea cosy, Springhill, County Londonderry: National Trust
23. ↑  Edwards, с. 115
24. ↑  Edwards, с. 142–143
25. ↑  Edwards, с. 146
26. ↑  Pope-Hennessy, с. 407
27. ↑  Pope-Hennessy, с. 421
28. ↑  Pope-Hennessy, с. 452–463
29. ↑  Edwards, с. 182–193
30. ↑  Edwards, с. 244–245
31. ↑  Edwards, с. 258
32. ↑  Edwards, с. 262
33. ↑  Pope-Hennessy, с. 511
34. ↑  Pope-Hennessy, с. 549
35. ↑  Edwards, с. 311
36. ↑  The Times (London), Wednesday, 25 March 1953 с. 5
37. ↑  Watson, Francis (1986), "The Death of George V", History Today, 36: 21–30
38. ↑  Airlie, с. 200
39. ↑  Windsor, с. 255
40. ↑  Windsor, с. 334
41. ↑  Edwards, с. 401 и Pope-Hennessy, с. 575
42. ↑  Edwards, с. 349
43. ↑  Find Queen Mary Has No Broken Bones; But Physicians Reveal Painful Injury to Her Eye //  The New York Times.   Посетен на 23 юли 2021.
44. ↑  Pope-Hennessy, с. 596
45. ↑  Pope-Hennessy, с. 600
46. ↑  Pope-Hennessy, с. 412
47. ↑  Clarke, William (1995), The Lost Fortune of the Tsars
48. ↑  Leigh, David. Secret wills of the royals - a tale of mistresses, jewels and cover-ups //  The Guardian.   26 март 2007. Посетен на 16 June 2023.
49. ↑   BBC Radio 4.

Вж. също Kilmorey Papers (D/2638) (pdf), Public Record Office of Northern Ireland.
50. ↑  Leigh, David (26 March 2007), "Secret wills of the royals - a tale of mistresses, jewels and cover-ups", The Guardian
51. ↑  Pope-Hennessy, с. 531–534
52. ↑  Rose, с. 284
53. ↑  Pope-Hennessy, с. 414
54. ↑  Windsor, с. 238
55. ↑  "S. J. Rood – a brief history", S. J. Rood – Jewellers
56. ↑  Marie Louise, с. 238
57. ↑  Bousfield, Arthur; Toffoli, Garry (2002), Fifty Years the Queen, Toronto, Ontario, Canada: Dundurn Press, с. 101
58. ↑  1953: Queen Mary dies peacefully after illness.
59. ↑  Pope-Hennessy, с. 621
60. ↑  Royal Burials in the Chapel by location.   St George's Chapel, Windsor Castle.  Архивиран от оригинала.
61. ↑  Evans, Rob; Pegg, David (18 July 2022), "£187m of Windsor family wealth hidden in secret royal wills", The Guardian
62. ↑  "Dame Wendy Hiller".
63. ↑  Moss, G. P.; Saville, M. V. (1985), From Palace to College – An illustrated account of Queen Mary College University of London, 57–62 с. ISBN 0-902238-06-X.
64. ↑  "History of the Queen Mary Reservoir – Sunbury Matters".
65. ↑  Channon, Sir Henry (1967), Chips: The Diaries of Sir Henry Channon, Edited by Robert Rhodes James, London: Weidenfeld and Nicolson, p. 473
66. ↑   Little, Brown & Co, 30–31 с. ISBN 1-85605-469-1.
67. 1 2   Hollen Street Press. ISBN 0-900455-25-X.
68. ↑  Mary Prinzessin von Teck, thepeerage.com
69. ↑  Wettin 9, genealogy.euweb.cz